# Ніколас Якобі
Ніколас Якобі (нім. Nicolas Jacobi, нар. 13 квітня 1987, Гамбург, Німеччина) — німецький хокеїст на траві, бронзовий призер Олімпійських ігор 2016 року.

## Виступи на Олімпіадах
| Олімпіада           | Дисципліна     | Місце |
| ------------------- | -------------- | ----- |
| Ріо-де-Жанейро 2016 | хокей на траві | 3     |